# Seth Johnson
Seth Art Maurice Johnson (ur. 12 marca 1979 w Birmingham) – angielski piłkarz grający na pozycji defensywnego pomocnika. W swojej karierze rozegrał 1 mecz w reprezentacji Anglii.

## Kariera klubowa
Swoją karierę piłkarską Johnson rozpoczął w klubie Crewe Alexandra. W sezonie 1996/1997 zadebiutował w jego barwach w Division Two. W debiutanckim sezonie awansował z Crewe do Division One. W sezonie 1997/1998 stał się podstawowym zawodnikiem Crewe. W klubie tym grał do końca sezonu 1998/1999.
W 1999 roku Johnson przeszedł za 3 miliony funtów do występującego w Premier League, Derby County. W Derby zadebiutował 7 sierpnia 1999 w zremisowanym 0:0 wyjazdowym meczu z Leeds United. W Derby grał do października 2001 roku.
19 października 2001 Johnson podpisał kontrakt z Leeds United. Do tego klubu przeszedł za sumę 7 milionów funtów. W Leeds swój debiut zanotował 4 listopada 2001 w zwycięskim 2:1 domowym spotkaniu z Tottenhamem Hotspur. W zespole Leeds nie był podstawowym zawodnikiem. W sezonie 2003/2004 spadł z Leeds do Football League Championship.
W sierpniu 2005 roku Johnson wrócił do Derby County. Grał w nim przez dwa lata. W 2007 roku zakończył swoją karierę piłkarską w wieku 28 lat.
| Sezon   | Klub            | Kraj   | Rozgrywki      | Mecze | Bramki |
| ------- | --------------- | ------ | -------------- | ----- | ------ |
| 1996/97 | Crewe Alexandra | Anglia | Division Two   | 11    | 1      |
| 1997/98 | Crewe Alexandra | Anglia | Division One   | 40    | 1      |
| 1998/99 | Crewe Alexandra | Anglia | Division One   | 42    | 4      |
| 1999/00 | Derby County    | Anglia | Premier League | 36    | 1      |
| 2000/01 | Derby County    | Anglia | Premier League | 30    | 1      |
| 2001/02 | Derby County    | Anglia | Premier League | 7     | 0      |
| 2001/02 | Leeds United    | Anglia | Premier League | 14    | 0      |
| 2002/03 | Leeds United    | Anglia | Premier League | 9     | 1      |
| 2003/04 | Leeds United    | Anglia | Premier League | 25    | 2      |
| 2004/05 | Leeds United    | Anglia | Championship   | 6     | 1      |
| 2005/06 | Derby County    | Anglia | Championship   | 30    | 3      |
| 2006/07 | Derby County    | Anglia | Championship   | 27    | 1      |

## Kariera reprezentacyjna
Swój jedyny mecz w reprezentacji Anglii Johnson rozegrał 15 listopada 2000 w Turynie przeciwko Włochom. W meczu tym padł remis 1:1, a Johnson zmienił w 72. minucie Garetha Barry’ego.
| Mecze i gole w reprezentacji | Mecze i gole w reprezentacji | Mecze i gole w reprezentacji | Mecze i gole w reprezentacji | Mecze i gole w reprezentacji | Mecze i gole w reprezentacji | Mecze i gole w reprezentacji |
| #                            | Data                         | Stadion                      | Rywal                        | Wynik                        | Gol                          | Rozgrywki                    |
| 2000                         | 2000                         | 2000                         | 2000                         | 2000                         | 2000                         | 2000                         |
| ---------------------------- | ---------------------------- | ---------------------------- | ---------------------------- | ---------------------------- | ---------------------------- | ---------------------------- |
| 1.                           | 15.11.2000                   | Turyn, Włochy                | Włochy                       | 0:1                          | 0                            | towarzyski                   |